# Nikolai Anderson
Nikolai Karl Adolf Anderson (Kulina, 24 settembre 1845 – Narva, 9 marzo 1905) è stato un linguista e filologo tedesco con cittadinanza russa, che si è specializzato in linguistica comparata delle lingue ugrofinniche.

## Biografia
Anderson nacque nel villaggio Kulina,  vicino alla città di Wesenberg. Dopo aver ricevuto lezioni private a San Pietroburgo frequentò il Gouvernements-Gymnasium in Reval e nel 1865 si iscrive presso l'Università di Dorpat per studiare filologia, dove fu l'allievo di Leo Meyer, che nello stesso anno fu nominato professore dell'università di germanistica e filologia comparata. Durante gli studi universitari si interessò delle lingue ugro-finniche, dal quale in poco tempo divenne suo pioniere.
Nel 1871 Anderson lavorò come insegnante presso il Gymnasium di Dorpat, prima di assumere l'incarico di insegnante di lingue classiche presso il Ginnasio di Minsk (oggi in Bielorussia) nel 1872, ma nel frattempo continuò anche i suoi studi sulle lingue ugrofinniche. Nel 1874, si sposò e fece tre figli: Wilhelm Anderson (nato 1880), Walter Anderson (nato 1885) e Oskar Anderson (nato 1887).
Nel 1876 presentò i risultati della sua ricerca – confrontando le lingue ugrofinniche con le lingue indo-germaniche – presso l'Università di Tartu, per il quale gli fu anche conferita la laurea in filologia comparata.
Sempre lavorando come insegnante a Minsk, nel 1891 conseguì una laurea Magister in linguistica comparativa. Nel 1892 il suo mentore Leo Meyer lo nominò membro onorario della società estone Learned (Gelehrte estnische Gesellschaft), e membro corrispondente dal 1871.
Nel gennaio 1894 gli fu offerto una cattedra in lingue ugrofinniche presso l'Università di Kazan' (Russia) per sostituire Mihkel Veske. Ricoprì anche ruolo come Статский советник (nobile personale della gerarchia imperiale russa).
Nel 1898 Anderson si ammalò di una malattia nervosa dal quale fu ricoverato in ospedale di Turtu per diversi mesi. Nel 1904 si ammalò di nuovo, dal quale si ricoverò di nuovo. La malattia cominciò a migliorare solo nei primi mesi del 1905, che lo permise di fare una visita a sua sorella a Narva, dove però si ammalò di pleurite e morì poco dopo. Anderson è stato sepolto con i suoi genitori in Kingisepp.

## Opere
Nella sua opera, Anderson non solo rispetto diverse lingue ugro-finniche, ma anche sostenuto per una relazione genetica tra ugrofinnica e lingue indo-germaniche, facendo di lui uno dei primi studiosi ad indagare i possibili collegamenti tra questi due famiglie linguistiche. Al momento della sua morte, Anderson è stato l'unico professore di lingue ugro-finniche nell'impero russo.
- Nikolai Anderson, Probe einer vergleichenden Grammatik der ugrofinnischen und indogermanischen Sprachen, 1876.
- Nikolai Anderson, Studien zur Vergleichung der ugrofinnischen und indogermanischen Sprachen, H. Laakmann (Dorpat), 1891  [1879].
- Nikolai Anderson, Wandlungen der anlautenden dentalen Spirans im Ostjakischen, Mémoires de l'Académie impériale des sciences de St.-Pétersbourg, Imperial Academy of Sciences (San Pietroburgo), 1893.